# Mardi Gras (filme)

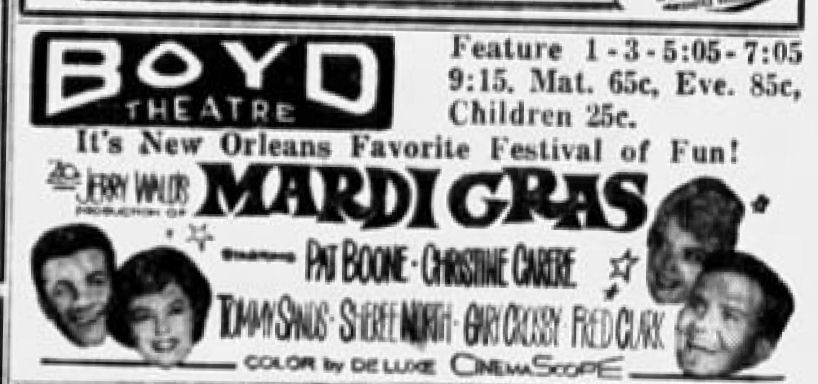
Anúncio do Boyd Theatre para o filme de comédia musical americano Mardi Gras (1958)

Mardi Gras (bra Noites de Mardi Gras) é um filme norte-americano de 1958, do gênero drama romântico-musical, dirigido por Edmund Goulding e estrelado por Pat Boone e Christine Carère.
Mardi Gras é um veículo para Pat Boone, mas quem rouba a cena é a coadjuvante Sheree North. Ela também interpreta a melhor canção do filme, "That Man", umas das oito compostas por Sammy Fain e Paul Francis Webster.

## Sinopse
A banda de um instituto militar da Virgínia está de viagem marcada para Nova Orleans, a fim de tomar parte nas festividades do Mardi Gras. Os cadetes fazem um sorteio para um encontro com Michelle Marton, estrela do cinema francês. Michele é muito ciosa de seu tempo livre e deixa as filmagens para cair na folia, com uma máscara a tiracolo. Ela acaba por encontrar o vencedor da rifa, Paul Newell, que, evidentemente, não a reconhece. Ela diz chamar-se Eadie e pouco depois toda aquela empolgação leva ao amor. Enquanto isso, a verdadeira Eadie, que é relações públicas de Michele, encontra Tony, Barry e Dick, colegas de Paul, em um bar. Formam-se três casais: Eadie e Tony, Barry e a dançarina Torchy Larue, e Dick e a estudante Sylvia Simmons. Quando Eadie desmascara Michele, Paul sente-se traído e fica triste. Porém, na festa de formatura, os dois se acertam e todos os casais se divertem.

## Premiações
| Prêmio     | Categoria            | Recipientes   | Resultado |
| ---------- | -------------------- | ------------- | --------- |
| Oscar 1959 | Melhor trilha sonora | Lionel Newman | Indicado  |

## Elenco
| Ator/Atriz       | Personagem              |
| ---------------- | ----------------------- |
| Pat Boone        | Paul Newell             |
| Christine Carère | Michelle Marton         |
| Tommy Sands      | Barry Denton            |
| Sheree North     | Eadie West              |
| Gary Crosby      | Tony Collins            |
| Fred Clark       | Al Curtis               |
| Dick Sargent     | Dick Saglon             |
| Barrie Chase     | Torchy Larue            |
| Jennifer West    | Sylvia Simmons          |
| Geraldine Wall   | Ann Harris              |
| King Calder      | Tenente-Coronel Vaupell |
| Robert Burton    | Comandante Tydings      |